# Ermida de Nossa Senhora da Vitória (Porto Afonso)

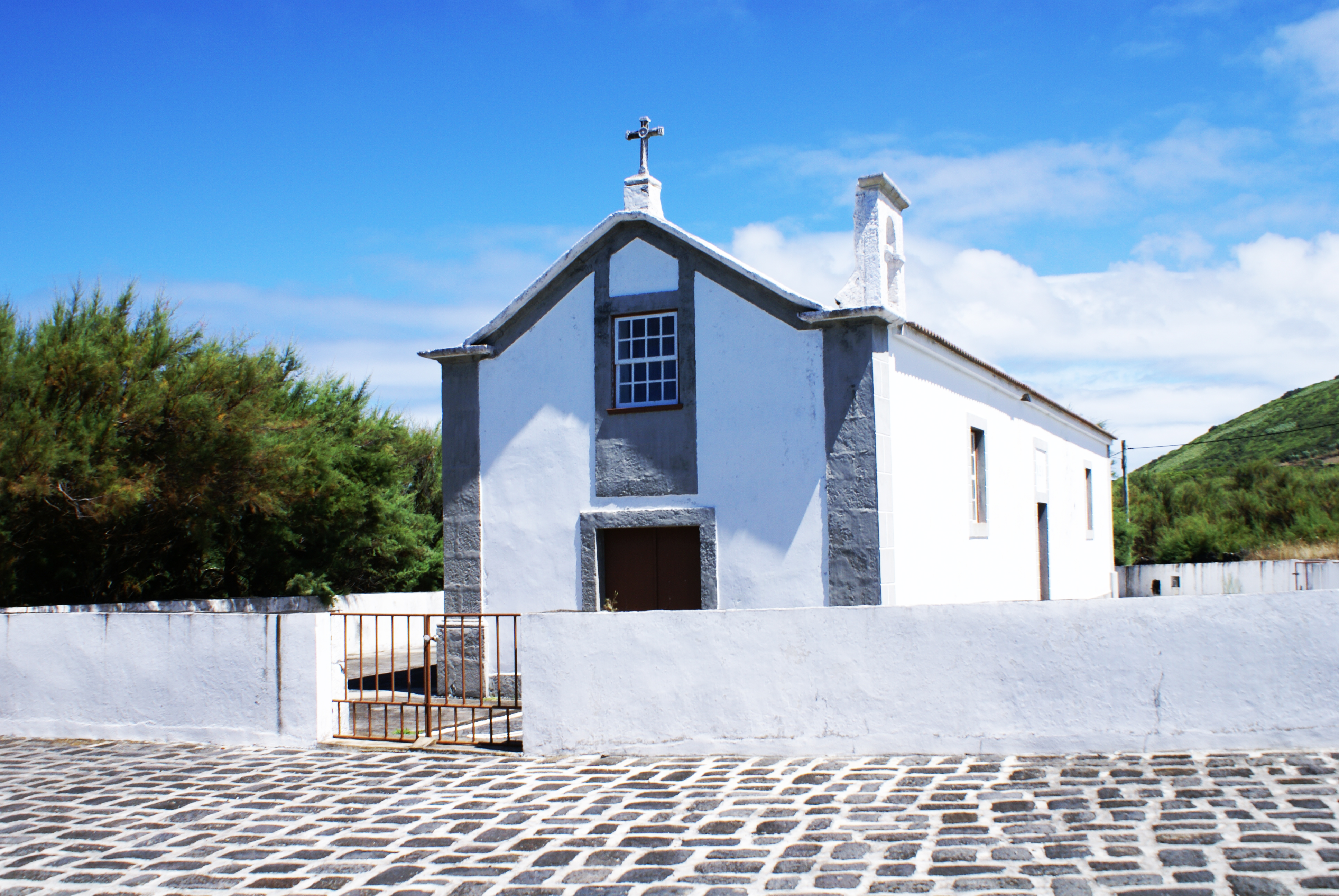
Ermida de Nossa Senhora da Vitória, Fachada.

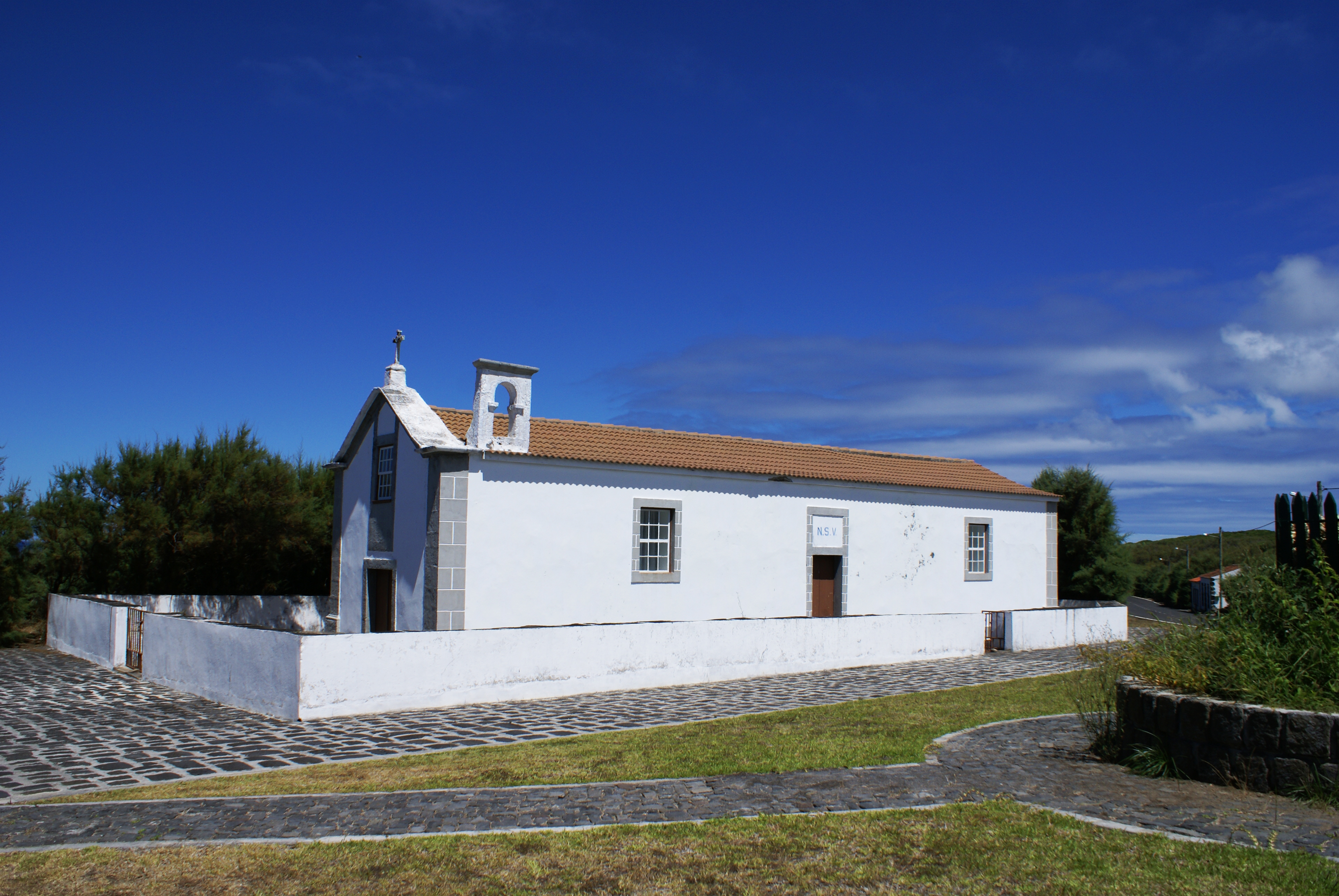
Ermida de Nossa Senhora da Vitória, vista lateral.

A Ermida de Nossa Senhora da Vitória localiza-se no povoado da Vitória, freguesia de Guadalupe, concelho de Santa Cruz da Graciosa, na ilha Graciosa, nos Açores.

## História
Sob a invocação de Nossa Senhora da Vitória, foi erguida em comemoração a uma vitória dos habitantes da ilha após terem conseguido a expulsão de piratas da Barbaria, que tinham desembarcado pelo Porto Afonso no dia 19 de maio de 1623 e iniciado o saque das localidades da ilha.
Segundo a tradição, o ataque custou a vida ao pirata líder do assalto, que terá ficado sepultado próximo à ermida. Um dos reféns levados para Argel foi o capitão Pedro Cunha Ávila que, depois de libertado, pediu esmola em Lisboa para adquirir a imagem da Senhora da Vitória. Com ela regressou à Graciosa e construiu a ermida com a ajuda do povo.
A festa de Nossa Senhora da Vitória foi uma das maiores romarias da Graciosa. Na terça-feira do Espírito Santo ninguém trabalhava e de toda ilha chegavam famílias a pé, de burro ou em carros de bois. Chegavam ainda de manhã e ouviam missa antes de abrirem os farnéis à sombra dos salgueiros.